# Chaharikar (huyện)
Chaharikar là một huyện thuộc tỉnh Parvan, Afghanistan. Dân số thời điểm năm 1999 là 156,461 người.